# Lakune
 Ikke at forveksle med Lagune.
En lakune er et tomrum. En manglende skriftrulle eller manglende side i en bog er en manuskriptslakune, stilhed i et musikstykke er en musiklakune, en manglende aflejring i en geologisk lagserie er en geologisk lakune, et smuthul i loven er en juridisk lakune osv.